# Light It Up (Marshmello)
Light It Up è un singolo del DJ Marshmello in collaborazione con Tyga e Chris "Breezy" Brown. Il singolo è stato pubblicato il 25 aprile 2019.

## Video musicale
Il video musicale del singolo è stato pubblicato il giorno stesso del rilascio del brano, e mostra i tre artisti in un locale circondati da luci neon.

## Tracce
1. Light It Up (feat. Tyga & Chris Brown) – 2:17

## Classifiche
| Classifica (2019) | Posizione massima |
| ----------------- | ----------------- |
| Australia         | 60                |
| Canada            | 75                |
| Germania          | 77                |
| Irlanda           | 63                |
| Nuova Zelanda     | 4                 |
| Svizzera          | 78                |
| Regno Unito       | 55                |
| Stati Uniti       | 90                |